# Hebeloma stenocystis
Hebeloma stenocystis là một loài nấm ở Hymenogastraceae.